# سامسونگ اس‌جی‌اچ-ئی۳۳۰
سامسونگ اس‌جی‌اچ-ای۳۳۰ یک‌نمونه از گوشی‌های تلفن همراه سری E شرکت سامسونگ می‌باشد که توسط همین شرکت به بازار عرضه شده است.